# Ben Clyde
Bennie J. Clyde, detto Ben (Albany, 10 giugno 1951), è un ex cestista statunitense, professionista nella NBA.

## Carriera
Dopo aver giocato al college a Florida State University ha fatto parte per una stagione del roster dei Boston Celtics, con i quali è sceso in campo in 25 occasioni nella NBA.